# Norbert Frýd

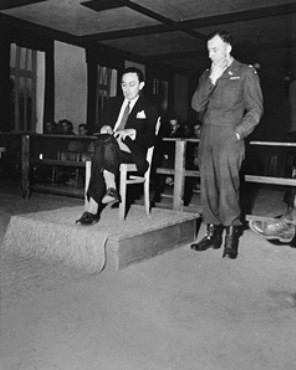
Norbert Frýd

Norbert Frýd (geboren als Norbert Fried) (* 21. April 1913 in Budweis; † 17. Mai 1976 in Prag) war ein tschechischer Schriftsteller und Publizist jüdischer Abstammung.

## Leben
Er legte das Abitur auf dem Gymnasium in Budweis ab. Auf der Karls-Universität in Prag studierte er ab 1932 Literatur und Rechtswissenschaft. Seit 1936 war er als Texter und Dramaturg in einer Filmgesellschaft tätig. Zu Beginn des Zweiten Weltkrieges arbeitete er zunächst als Archivar und Arbeiter, war aber dann als Jude in den Konzentrationslagern Theresienstadt, Auschwitz und zuletzt Dachau inhaftiert, von wo ihm 1945 die Flucht gelang. Nach dem Krieg kehrte er als einziger aus seiner Familie zurück und arbeitete zunächst als Kulturattaché der Tschechoslowakei in den USA und Mexiko. Von 1951 bis 1953 war er beim Rundfunk angestellt.  Er bereiste Kuba und Guatemala und beteiligte sich an der Expedition in die neu entdeckte Maya-Stadt Bonampak. Auf seinen Wegen in Südamerika begleitete ihn Adolf Hoffmeister, der seine Eindrücke im Buch „Wolkenkratzer im Urwald“ festhielt. Ab 1953 widmete sich Fryd nur noch der Schriftstellerei. Für sein Werk wurde ihm 1965 die Auszeichnung „Verdienter Künstler“ verliehen.

## Werke

### Romane und Erzählungen
- Kartei der Lebenden (Krabice živých) (1956, dt. Berlin 1959, 1961)
  - Kartei der Lebenden (Neuausgabe Berlin 2015) pdf ISBN 978-3-945980-01-9
- Die Kaiserin. Roman der Charlotte von Mexiko (Císařovna, dt. Berlin 1975)
- Das verlorene Band (Erzählung, tschech: Ztracená stuha, 1963). Insel Verlag, Leipzig 1966 (Insel-Bücherei 357/3)
- Der Geierbrunnen (Studna supů 1953, dt. Berlin 1954)
- Kat nepočká

### Erinnerungsprosa
- Vzorek bez ceny a pan biskup
- Hedvábné starosti
- Láhvová pošta

### Reiseberichte
- Lächelndes Guatemala (Usměvavá Guatemala) (1955, dt. Berlin 1962)
- Mexiko liegt in Amerika (Mexiko je v Americe) (1952, dt. 1956)
- S pimprlaty do Kalkaty

### Jugendbuch
- Alle zusammen (Pustte basu do rozhlasu! Berlin 1948, unter dem Autornamen Norbert Fried)
- Der Fall Major Hogan (1952, dt. 1961)
- Lasst den Bass ins Sendehaus (1937, dt. 1947 und 1968 unter dem Titel Märchen von neuen Dingen)(Auch enthalten in Alle zusammen)